# سيلي أوسيم
سيلي أوسيم (بالألمانية: Cilly Aussem) مواليد 04 يناير 1909 في كولونيا، الإمبراطورية الألمانية - الوفاة 22 مارس 1963، كانت لاعبة كرة مضرب ألمانية وكانت تلعب باليد اليمنى، اعتزلت اللعب في 1935. كما أنها إحدى بطلات الجراند سلام. أعلى تصنيف لها في الفردي كان المركز الـ 2 في سنة 1930.

## بطولات حققتها
- دورة رولان غاروس الدولية
- بطولة ويمبلدون

## النهائيات

### الفردي: 2 (الألقاب 2)
| النتيجة | السنة | الدورة           | المنافس في النهائي     | النتيجة في النهائي |
| الفوز   | 1931  | البطولة الفرنسية | بيتي نتهول             | 8–6, 6–1           |
| الفوز   | 1931  | ويمبلدون         | هيلدا كراوينكل سبيرلنغ | 6–2, 7–5           |

## الخط الزمني للفردي
مفتاح
| ف | ن | ن.ن | ر.ن | د# | د.م | ل | أ.أ | ت | غ | ب | ف | ذ | م.خ | ل.ت |

(ف) فاز بالبطولة (ن) وصل النهائي (ن.ن) نصف النهائي (ر.ن) ربع النهائي (د#) الأدوار الأربعة الأولى (د.م) دور المجموعات (ل) شارك في كأس ديفيز (أ.أ) خرج من الأدوار الاولى (ت) خسر التصفيات التأهيلية (غ) غاب عن الحدث أو البطولة (ب) حصل على ميدالية برونزية (ف) حصل على ميدالية فضية (ذ) حصل على ميدالية ذهبية (م.خ) بطولة الماسترز خُفضت إلى مرتبة أقل (ل.ت) البطولة لم تعقد في السنة المعينة.
لتجنب الارتباك وازدواجية الحساب، يتم تحديث هذه المعلومات إما في نهاية البطولة، أو عندما تكون مشاركة اللاعب في البطولة قد انتهت.
| الدورة           | 1927  | 1928  | 1929  | 1930  | 1931  | 1932  | 1933  | 1934  | إجمالي ف/م |
| ---------------- | ----- | ----- | ----- | ----- | ----- | ----- | ----- | ----- | ---------- |
| أستراليا         | غ     | غ     | غ     | غ     | غ     | غ     | غ     | غ     | 0 / 0      |
| فرنسا            | ر.ن   | د3    | ن.ن   | ن.ن   | ف     | ر.ن   | د2    | ن.ن   | 1 / 8      |
| بطولة ويمبلدون   | د2    | ر.ن   | د4    | ن.ن   | ف     | د1    | غ     | ر.ن   | 1 / 7      |
| الولايات المتحدة | غ     | غ     | غ     | غ     | غ     | غ     | غ     | غ     | 0 / 0      |
| م.ف              | 0 / 2 | 0 / 2 | 0 / 2 | 0 / 2 | 2 / 2 | 0 / 2 | 0 / 1 | 0 / 2 | 2 / 15     |

- إجمالي ف / م = إجمالي الفوز والمشاركة

## روابط خارجية
- سيلي أوسيم على موقع بطولة ويمبلدون (الإنجليزية)
- سيلي أوسيم على موقع خلاصة التنس.كوم (الإنجليزية)